# Idaea squalidaria
Idaea squalidaria är en fjärilsart som beskrevs av Otto Staudinger 1882. Idaea squalidaria ingår i släktet Idaea och familjen mätare. Inga underarter finns listade i Catalogue of Life.